# Wellington Barracks

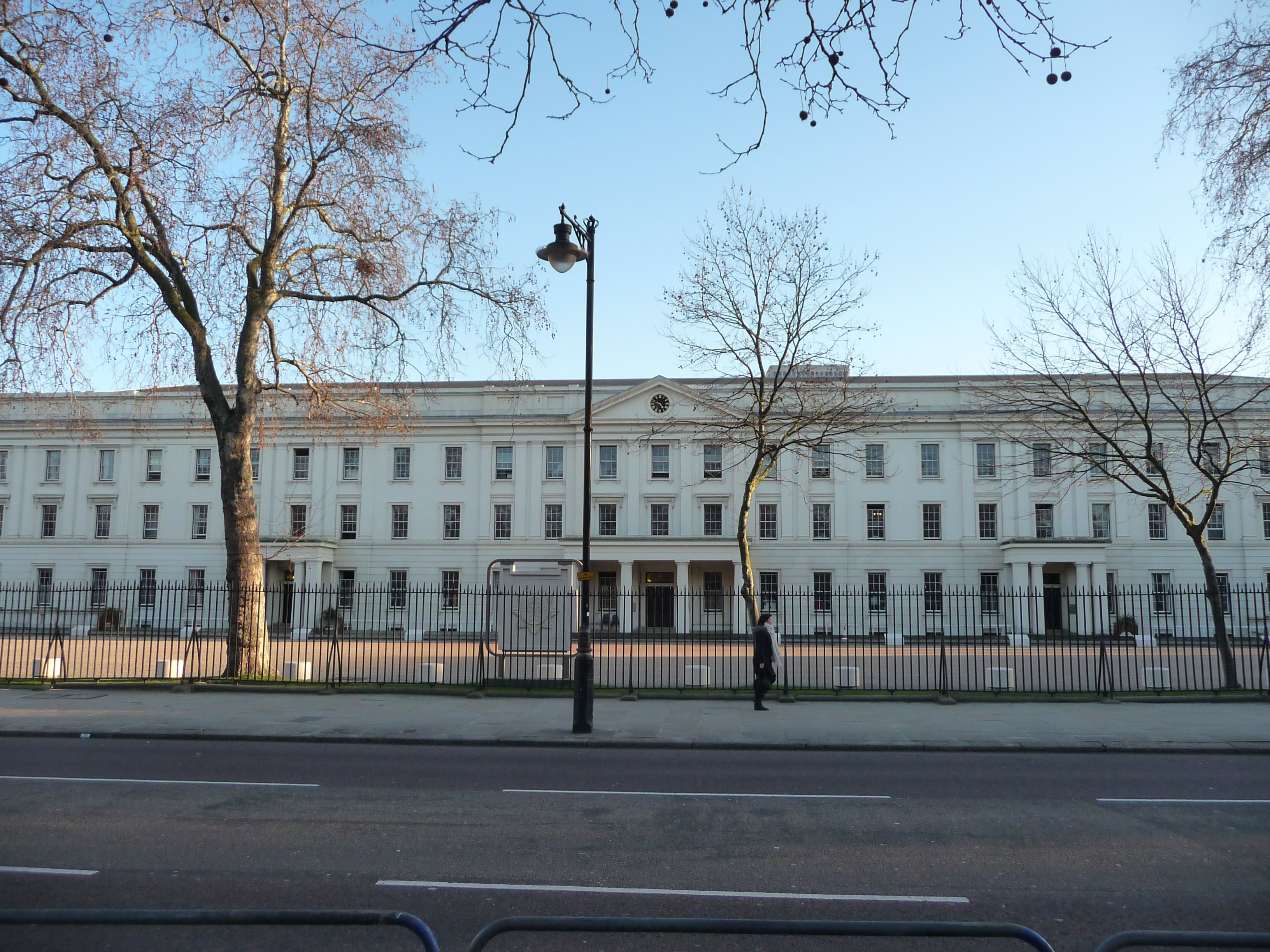
Wellington Barracks.

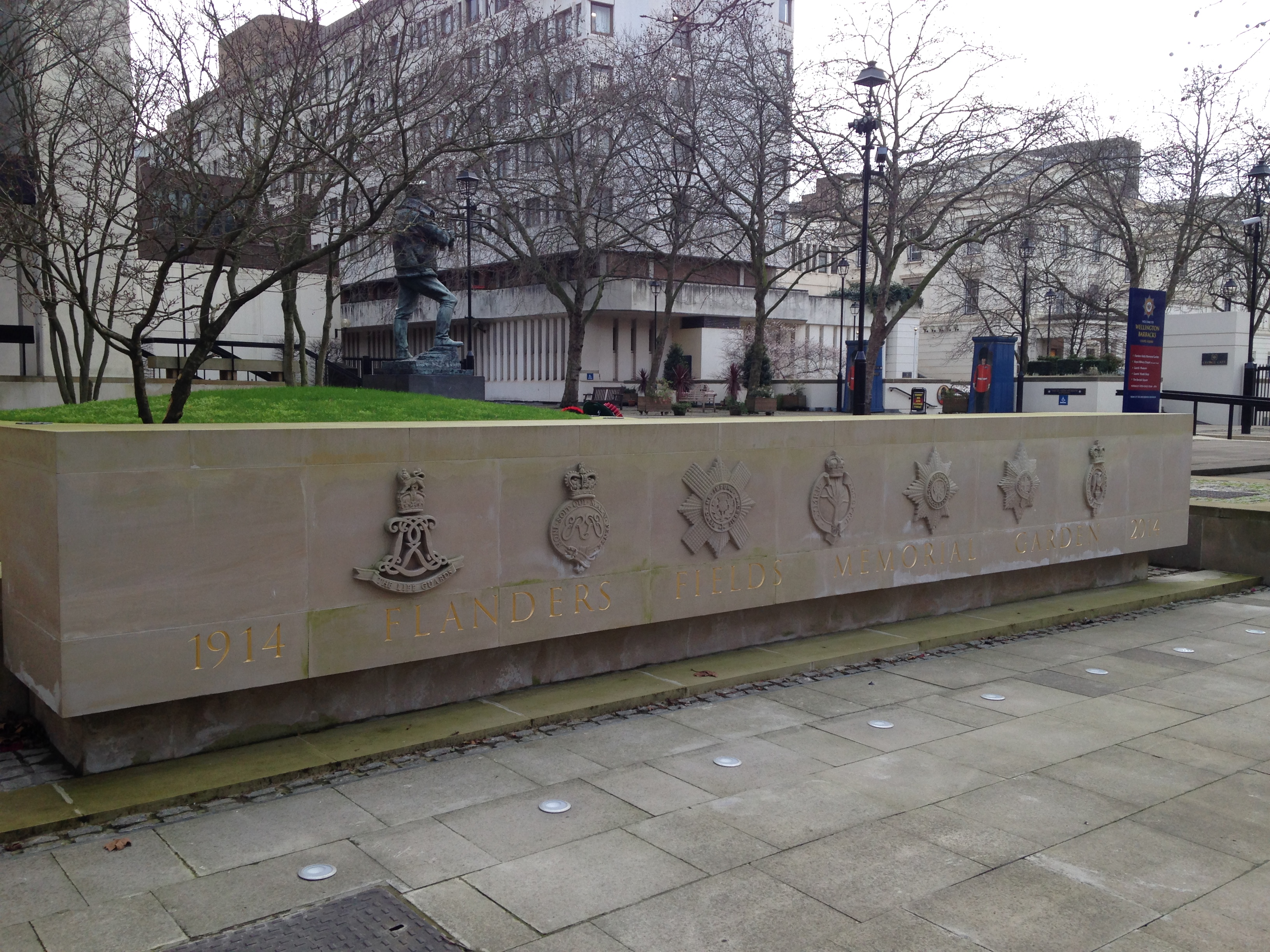
Flanders Fields Memorial Garden vid Wellington Barracks.

Wellington Barracks är en militär kasern tillhörande Storbritanniens armé som är belägen 250 meter från Buckingham Palace i centrala London (City of Westminster) och som inhyser förband från gardesregementena till fots som utför ceremoniell vakttjänst där samt vid Saint James's Palace.

## Bakgrund
På Wellington Barracks finns ett kompani vardera från Grenadier Guards, Coldstream Guards och Scots Guards.
Byggnaden uppfördes 1833 och såväl byggnaden och dess järnstaket är kulturmärkt av English Heritage. Där finns även The Guards Museum som berättar historien kring landets gardesregementen till fot. Där finns även minnesmärket Flanders Fields Memorial Garden till minne av de som stupade på västfronten i första världskriget och som invigdes 6 november 2014 av drottning Elizabeth II tillsammans med Belgarnas kung Philippe.